# 黑鳥 (迷你劇)
《黑鳥》（英語：Black Bird）是一部由丹尼斯·勒翰開發的美國犯罪劇情限定劇，改編自詹姆斯·基恩（James Keene）和希勒爾·列文（Hillel Levin）的2010年自傳小說《In with the Devil: A Fallen Hero, a Serial Killer, and a Dangerous Bargain for Redemption》以及九零年代的真實案件。本劇於2022年7月8日在Apple TV+上首播。

## 演員與角色

### 主要角色
- 泰隆·艾奇頓 飾演 詹姆斯·基恩（James Keene）
- 保羅·華特·豪澤 飾演 拉里·霍爾（英语：Larry Hall (serial killer)）
- 塞皮德·莫阿菲（英语：Sepideh Moafi） 飾演 勞倫·麥考利（Lauren McCauley）
- 格雷戈·金尼爾 飾演 布萊恩·米勒（Brian Miller）
- 雷·利奥塔 飾演 詹姆斯·“大吉姆”·基恩（James "Big Jim" Keene）

### 常設角色
- 羅賓·馬科姆（英语：Robyn Malcolm） 飾演 薩米·基恩（Sammy Keene）
- 傑克·麥克勞克林（英语：Jake McLaughlin） 飾演 加里·霍爾（Gary Hall）
- 羅勃·威斯頓（英语：Robert Wisdom） 飾演 埃德蒙·博蒙特（Edmund Beaumont）
- 庫倫·莫斯（英语：Cullen Moss） 飾演 拉斯·阿伯恩（Russ Aborn）
- 東尼·亞曼多拉（英语：Tony Amendola） 飾演 文森特·吉根迪（英语：Vincent Gigante）
- 梅蘭妮·尼科斯·金（英语：Melanie Nicholls-King） 飾演 阿米莉·亞哈克特醫生（Dr. Amelia Hackett）
- 喬·威廉森（Joe Williamson） 飾演 C·O·卡特（CO Carter）
- 萊妮·斯蒂賓（Laney Stiebing） 飾演 傑西卡·羅奇（Jessica Roach）
- 賽茜莉雅·萊亞（Cecilia Leal） 飾演 羅雪（Rochelle）
- 凱德·特羅佩諾（Cade Tropeano） 飾演 年幼的拉里·霍爾（Young Larry Hall）
- 布魯·克拉克（Blue Clarke） 飾演 年幼的吉米·基恩（Young Jimmy Keene）

## 情節
詹姆斯·“吉米”·基恩本是一位有前途的高中美式足球明星，但卻未能成功進入大学美式橄榄球比赛；他誤入歧途成了毒販，更在一場名為“掃雪行動”的緝捕圈套中被捕。他接受了一份他以為是“判刑五年，四年後獲得假釋”的認罪協議。然而，原來除了販毒外，他還被控管有多支非法持有的槍械，並因此被判處十年監禁，不得假释。
鑑於吉米天生迷人的個性和說話的天賦，聯邦當局為他提供一個減刑的機會；吉米接受了一個危險的協議，故事由此展開……

## 集數
| 集數 | 標題                   | 導演            | 編劇                                                   | 首播日期      |
| ---- | ---------------------- | --------------- | ------------------------------------------------------ | ------------- |
| 1    | Pilot                  | 麥可·R·羅斯卡姆 | 丹尼斯·勒翰                                            | 2022年7月8日  |
| 2    | The Way Things Are Now | 米高·R·羅斯卡姆 | 丹尼斯·勒翰                                            | 2022年7月8日  |
| 3    | Hand to Mouth          | 米高·R·羅斯卡姆 | 里卡多·迪洛雷托（Riccardo DiLoreto）、西恩·K·史密斯（Sean K. Smith）                 | 2022年7月15日 |
| 4    | WhatsHerName           | 吉姆·麥凱       | 故事：丹尼斯·勒翰 劇本：史提夫·哈里斯（Steve Harris）、丹尼斯·勒翰 | 2022年7月22日 |
| 5    | The Place I Lie        | 喬·查普爾       | 丹尼斯·勒翰                                            | 2022年7月29日 |
| 6    | You Promised           | 喬·查普爾       | 丹尼斯·勒翰                                            | 2022年8月5日  |

## 製作
本劇於2021年1月宣布開發，並由泰隆·艾奇頓和保羅·華特·豪澤擔任主演。雷·利奥塔於3月加入演員陣容，格雷戈·金尼爾和塞皮德·莫阿菲則於4月加入。這部總共六集的限定劇於2022年7月8日在Apple TV+上首播。
本劇的製作於2021年4月在新奥尔良開始。

## 迴響
《黑鳥》收到大多數影評人的好評。根据評論匯總网站爛番茄汇总的75篇评论文章，97%的评论家给予该作正面评价，使之獲得「認證新鮮」標識，平均打分为8.20分（满分10分）。该网站总结的评论家共识是“y”」《黑鳥》在Metacritic網站上得到「普遍讚譽」，獲得了80/100分（29位影評人）。
《纽约时报》的邁克·黑爾（Mike Hale）評論道：“儘管戲劇性的份量失調，但《黑鳥》大多是引人入勝的——豪澤經常出現在銀幕上，製作品質低調的同時偶爾帶有表現主義色彩，這讓人想起大衛·芬奇創作的犯罪故事。由吉姆·麥凱執導的第四集更是最佳一集；艾奇頓演出得更加從容，豪澤比平時更加敏銳。而角色拉里·霍爾對監獄騷亂和隨後清理工作的精心監督，在麥凱的描繪下是該劇最精彩的時刻之一。”《RogerEbert.com》的布賴恩·塔萊里科（Brian Tallerico）給該劇3.5星（滿分4星），評論道：“《黑鳥》在全國痴迷於真正犯罪的時代發行，可能會導致人們對其不屑一顧，但即使你通常不喜歡這種類型，這個節目也值得你花時間觀看。該劇讓我想起了更多豐富的、以角色為導向的劇集，例如《罪夜之奔》，而不是最近許多‘從頭條新聞撕下用作劇本’的迷你劇集。該劇具有勒翰的一些最佳小說的分量，儘管這一切都是如此令人不安的真實故事。”《荷里活報道》的丹尼爾·芬伯格（Daniel Fienberg）評論道：“《黑鳥》從利奧塔生前的最後一次銀幕亮相中獲得了巨大的吸引力。利奧塔的死給這個角色帶來了額外的痛苦，他除了健康狀況不佳和要探望被監禁的兒子之外，還要面對自己有限的生命和處理遺產……《黑鳥》有條不紊（雖然未達到《破案神探》的程度），並隨著劇情的推進而越發震撼......該劇有足夠多的精彩戲劇性讓其值得觀看。”

## 外部連結
- 官方网站
- 互联网电影数据库（IMDb）上《黑鳥》的资料（英文）
- 爛番茄上《黑鳥》的資料（英文）
- Metacritic上《《黑鳥》》的資料